# Vejgaard Sogn
Vejgaard Sogn er et sogn i Aalborg Budolfi Provsti (Aalborg Stift).
Vejgaard Kirke blev opført i 1904, og i 1924 blev Vejgaard Sogn udskilt fra Nørre Tranders Sogn, som havde hørt til Fleskum Herred i Ålborg Amt. Vejgaard Sogn hørte stadig til Nørre Tranders sognekommune. I 1950 blev den inkl. Vejgaard indlemmet i Aalborg købstad, som ved kommunalreformen i 1970 blev kernen i Aalborg Kommune.
I 1966 blev Hans Egedes Sogn udskilt fra Vejgaard Sogn og Vor Frue Sogn, der også havde hørt til Fleskum Herred og lå i Aalborg købstad.
I Vejgaard Sogn fandtes i 1988-2013 foruden Vejgaard Kirke Lejbjerg Kirke, som var indrettet i en patriciervilla fra 1935 og fik klokkestabel i 1990.
I sognet findes følgende autoriserede stednavne:
- Bakkegården (bebyggelse)
- Borgbjerg (areal)
- Lejbjerg (bebyggelse)
- Signalbakke (areal)
- Vejgaard (bebyggelse)